# Iglesia de El Belén
La Iglesia de El Belén, también conocida como Iglesia El Belén, o simplemente El Belén es un templo católico ubicado en Quito sobre la calle Luis Sodiro, al norte del Parque La Alameda.
Se ha sugerido, de manera incorrecta, que esta es la primera iglesia de Quito cuando en realidad fue construida a finales del siglo XVIII.

## Historia

### Antecedentes

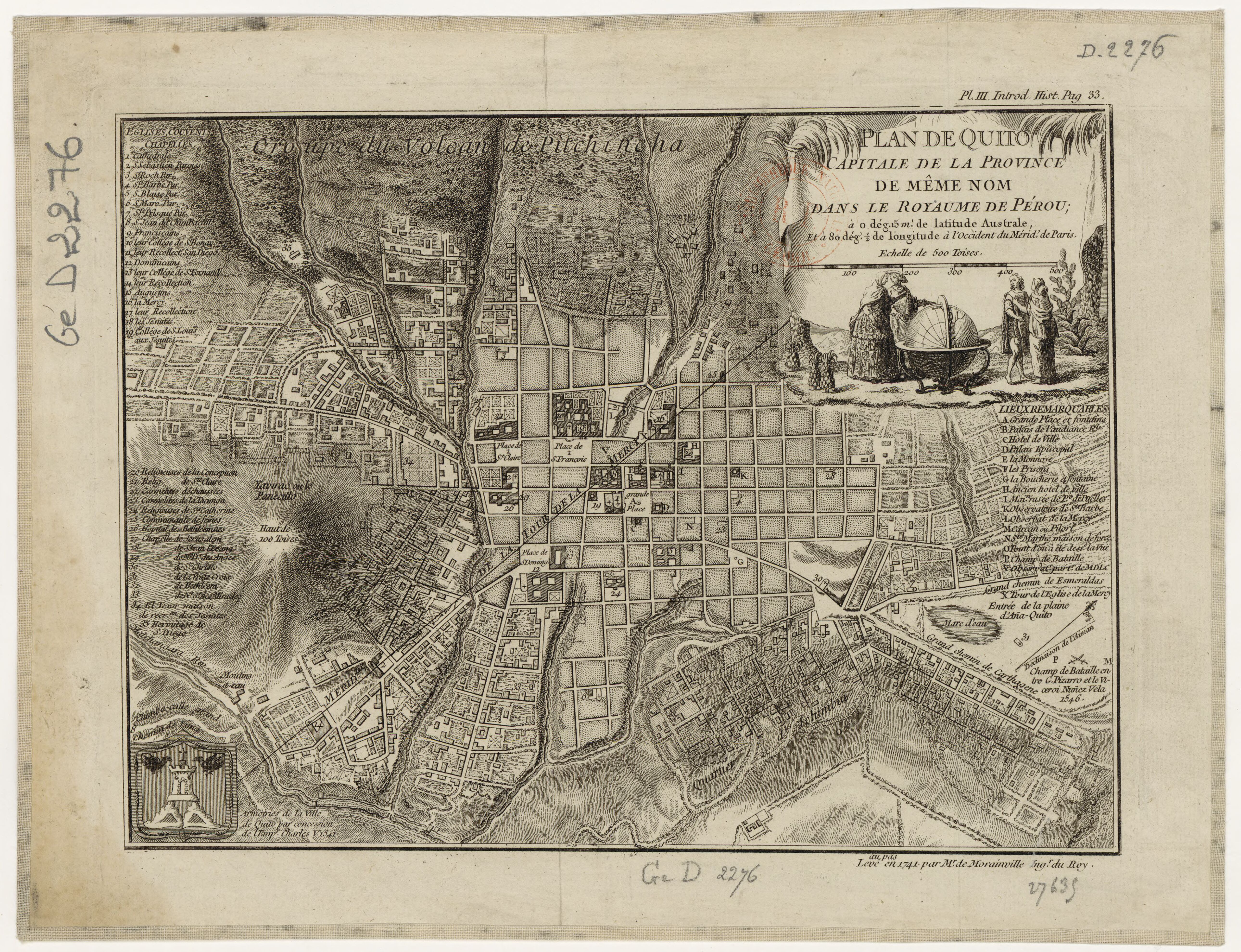
Plano de Quito de La Condamine (1741) elaborado por Jean Louis de Morainville. La «Chapelle de la Vraie Croix» (Capilla de la Vera Cruz), donde hoy se levanta la Iglesia de El Belén, está marcada con el número 31.

En 1612 se estableció un humilladero a las afueras de la ciudad vieja, en el lado norte. Este humilladero, luego ermita, se llamó de la Vera Cruz y estaba ubicado en el emplazamiento que en la actualidad ocupa la Iglesia de El Belén
Hacia la segunda década del siglo XVII la ermita pasó a manos de la orden agustina quienes tenían el propósito de establecer su recoleta en este lugar, siguiendo la tendencia iniciada por los franciscanos con la Recoleta de San Diego y más tarde los dominicanos con la Recoleta de Nuestra Señora de la Peña de Francia (actual Monasterio del Buen Pastor). Así, el emplazamiento de la antigua Ermita de la Vera Cruz fue el lugar de la recoleta dominica hasta que en el siglo XVIII la trasladaron a la Loma de San Juan, donde actualmente se encuentra el Monasterio de las Madres Agustinas

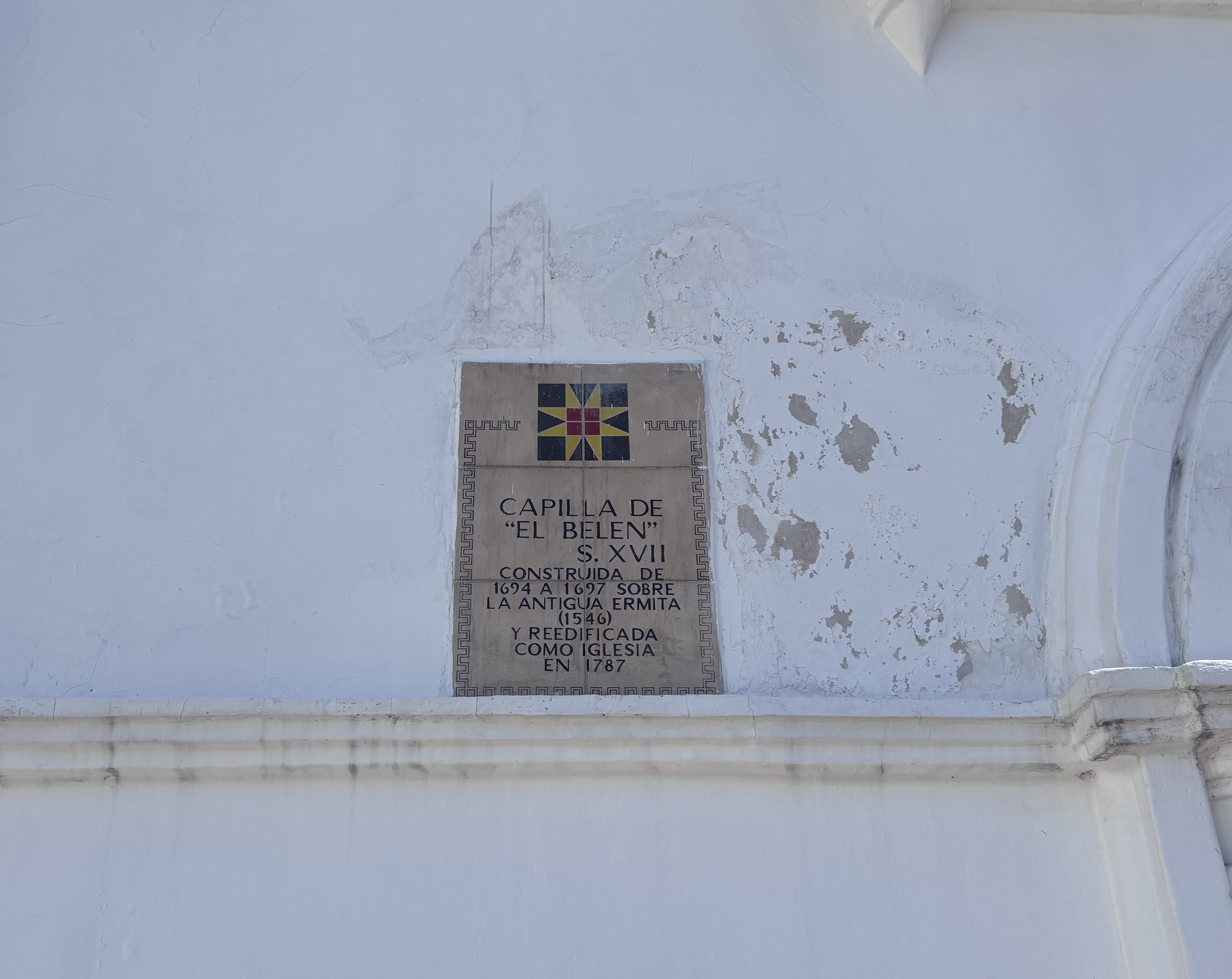
Placa conmemorativa izquierda

Una placa junto al portón de la iglesia indica que la antigua capilla del lugar fue reedificada como iglesia en 1787. Esta reedificación se dio por orden de Juan José de Villalengua, presidente de la Real Audiencia de Quito. En este mismo año adoptó el nombre de «El Belén»

## Mitos sobre la iglesia
Una serie de mitos relacionados con el rol histórico de la Iglesia de El Belén han sido popularmente repetidos por divulgadores y hasta por algunos historiadores:

### Primera iglesia de Quito
Una opinión arraigada ha venido sosteniendo que esta fue la primera iglesia de Quito. Sin embargo, como apuntan varios historiadores, esto es incorrecto. Luciano Andrade Marín rastrea el origen de este mito hasta la Historia General del Ecuador del arzobispo, arqueólogo e historiador Federico González Suárez Mito que subsiguientes historiadores repitieron sin haber hecho el debido contraste documental
Alfonso Ortiz Crespo, arquitecto y cronista de la ciudad, también señala la inverosimilitud de que los conquistadores, dada su profunda religiosidad, hayan preferido construir su primera iglesia en un terreno baldío a media legua de la ciudad en lugar de hacerlo en la zona donde vivían (la Plaza Mayor y sus alrededores). Opinión que también comparte el historiador Gomezjurado Zevallos
En realidad, la primera iglesia de Quito habría sido una edificación modesta hecha de tapia y paja. ubicada donde hoy se erige La Catedral

### Primera iglesia del Ecuador
Una variación del mismo mito incluso sugiere que El Belén es el primer templo fundado en los territorios del actual Ecuador. En realidad, el título de primer templo del país le correspondería a la Iglesia de La Balbanera, ubicada cerca de la Laguna de Colta en la provincia de Chimborazo.

### Lugar de la decapitación del Virrey Blasco Núñez Vela

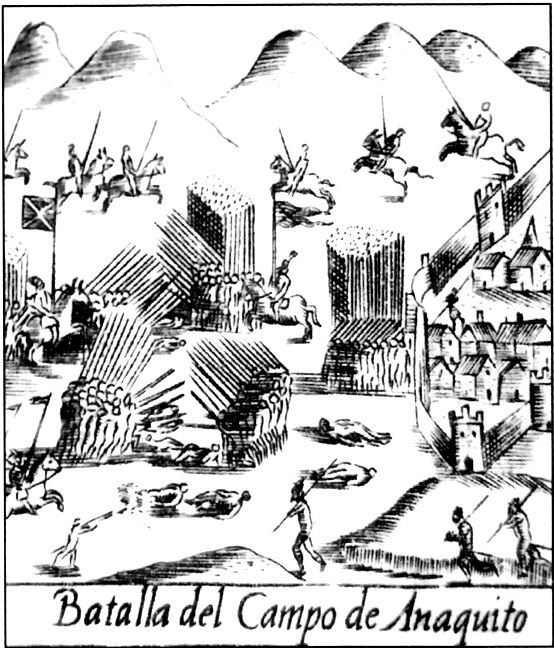
Batalla de Iñaquito, según un grabado de la Historia general de las Indias (1554) de Francisco López de Gómara.

Otra creencia errónea supone que la Iglesia de El Belén está ubicada sobre el emplazamiento de la antigua Ermita de Santa Prisca, que era el lugar donde fue decapitado Blasco Núñez Vela, primer virrey del Perú, tras ser derrotado por el ejército de Gonzalo Pizarro en la Batalla de Iñaquito En realidad, la Ermita de Santa Prisca estaba situada en un lugar cercano a la Iglesia de El Belén y solo desapareció luego del Terremoto de Ibarra de 1868

## Descripción

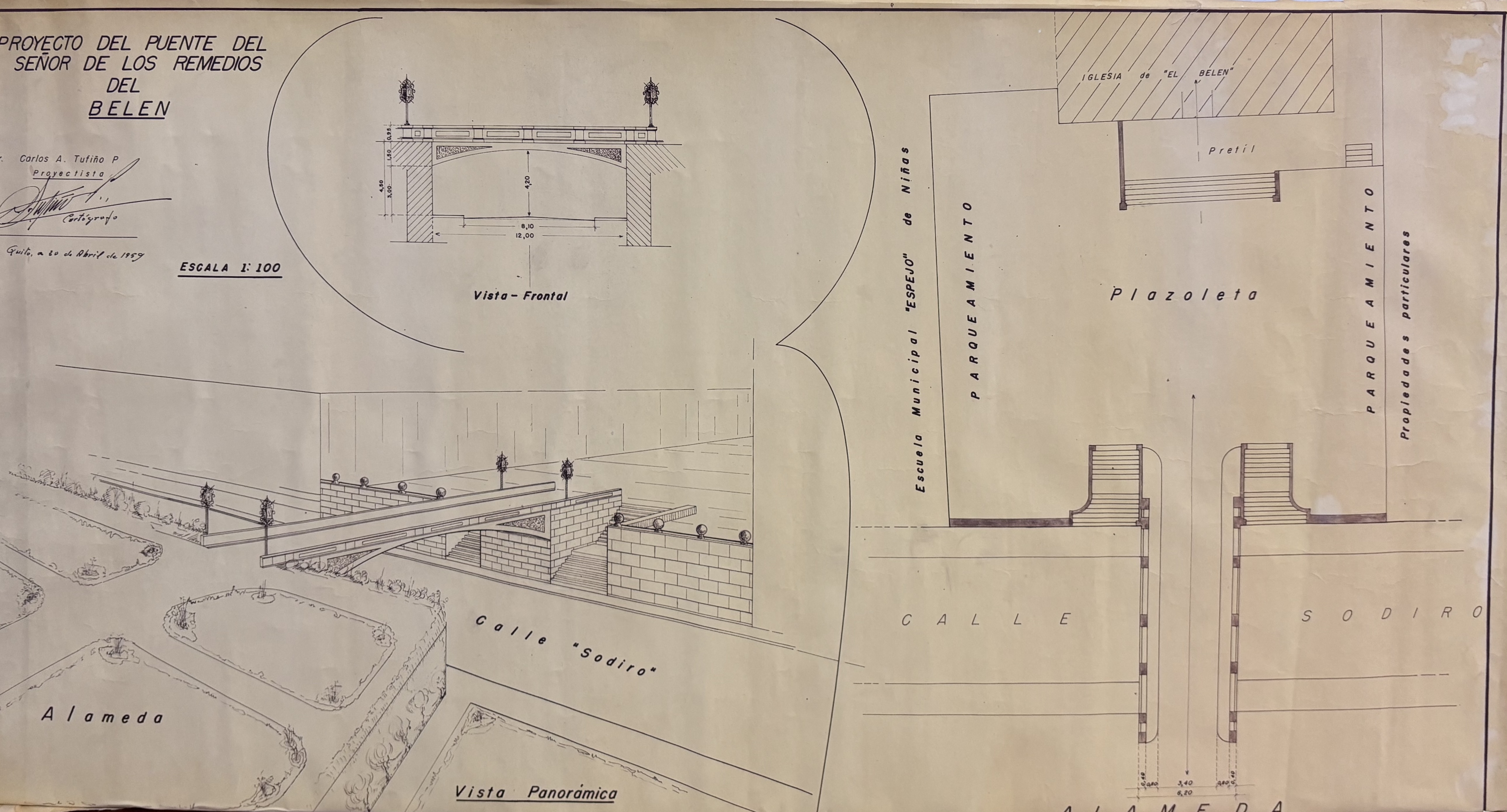
Proyecto del Puente del Señor de los Remedios del Belén de Carlos A. Tufiño

Es una iglesia sencilla de una sola nave. La fachada presenta dos pequeñas torres conectadas por un balcón y rematadas en pirámides de tejuelo vitrificado. Su tejado a dos aguas determina la fisonomía general de la fachada con su característica forma de «V» invertida.

Semejante a la Capilla del Consuelo, unas cuadras más al este, la pequeña iglesia descansa sobre un atrio elevando. Este atrio está conectado con la calle Luis Sodiro a través de una escalinata de piedra. Hacia la derecha del templo están la casa parroquial y la sacristía.

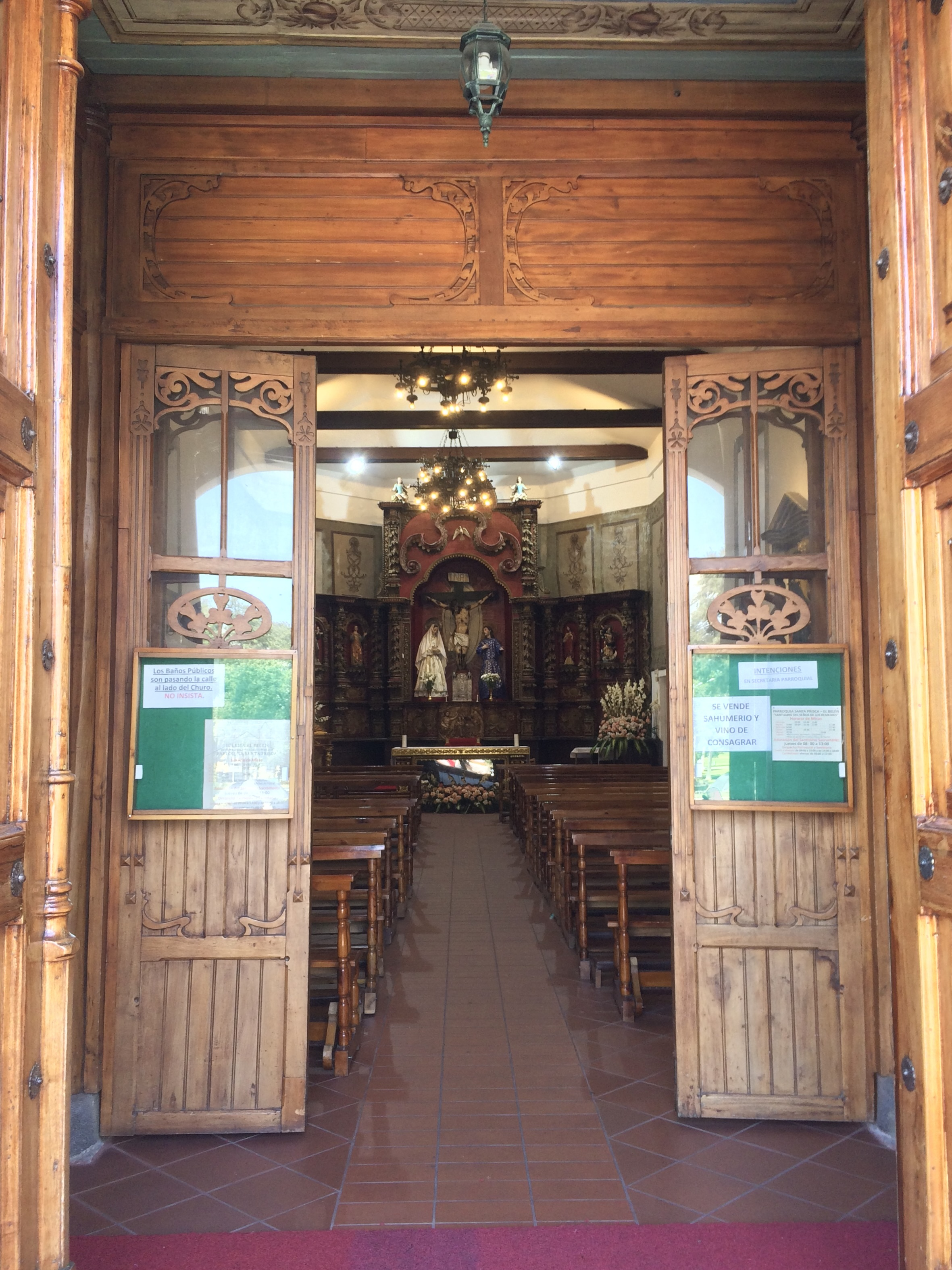
Entrada.
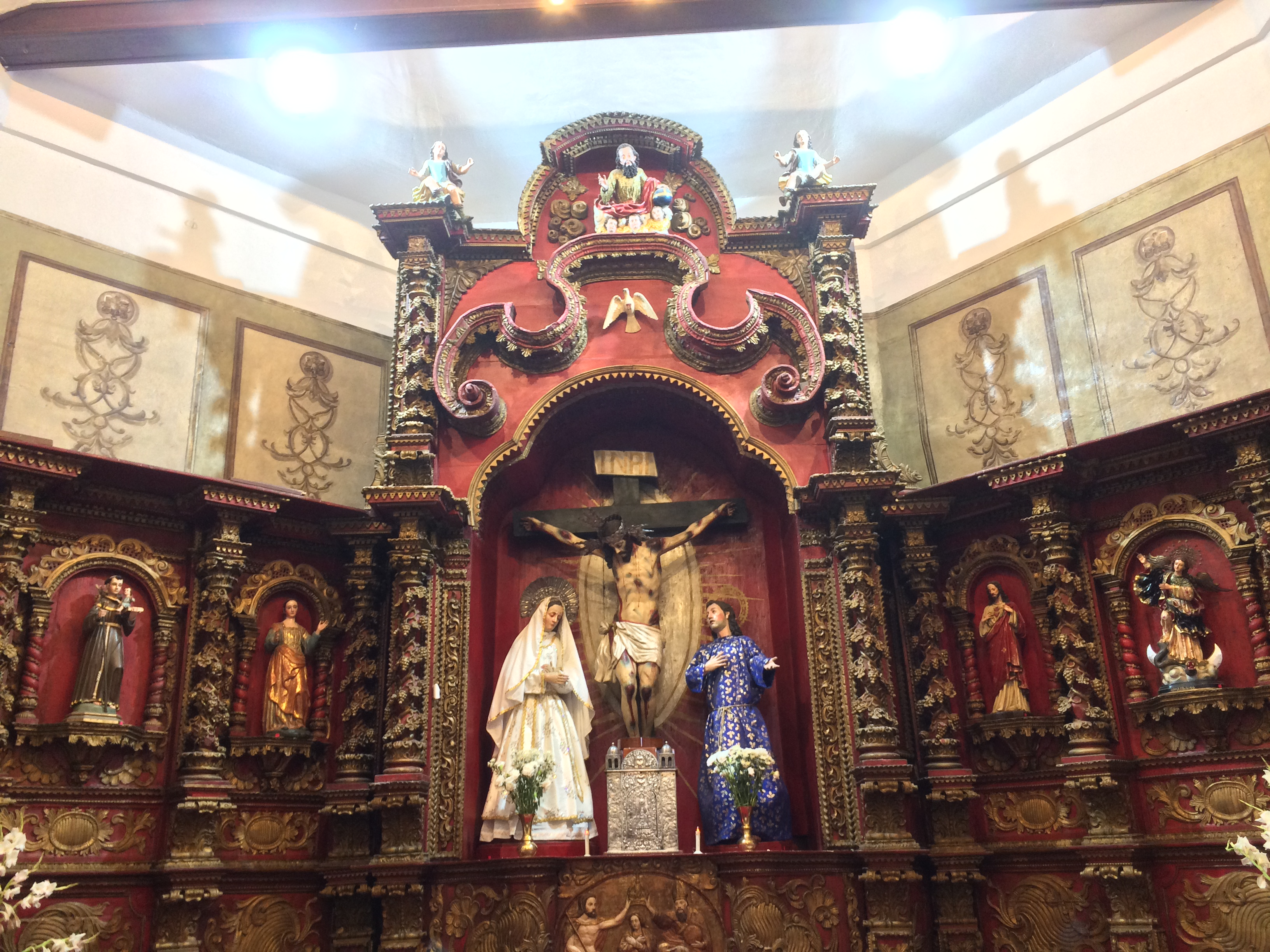
Retablo.
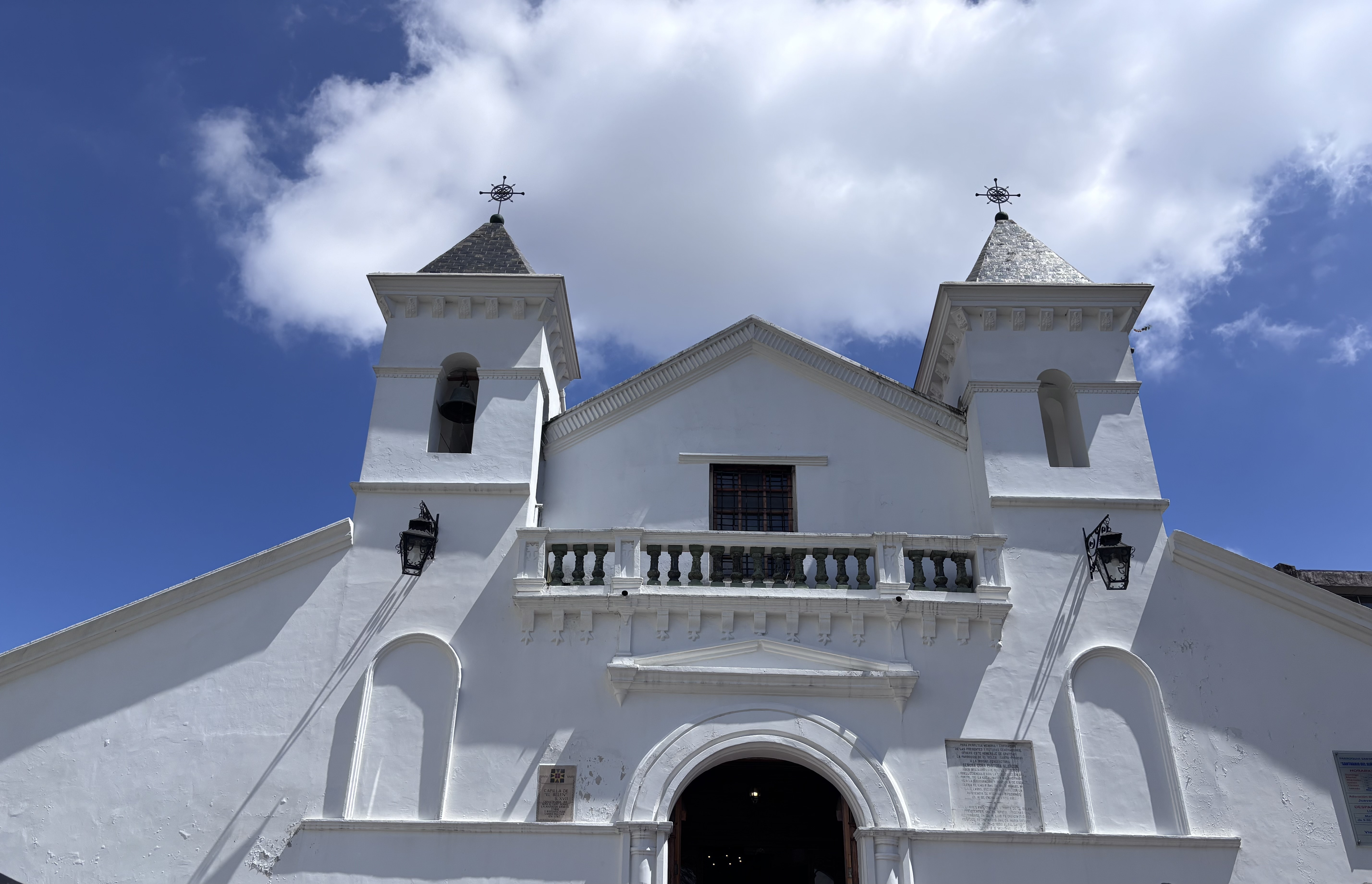
Balcón y torres rematadas en pirámides de tejuelo vitrificado.
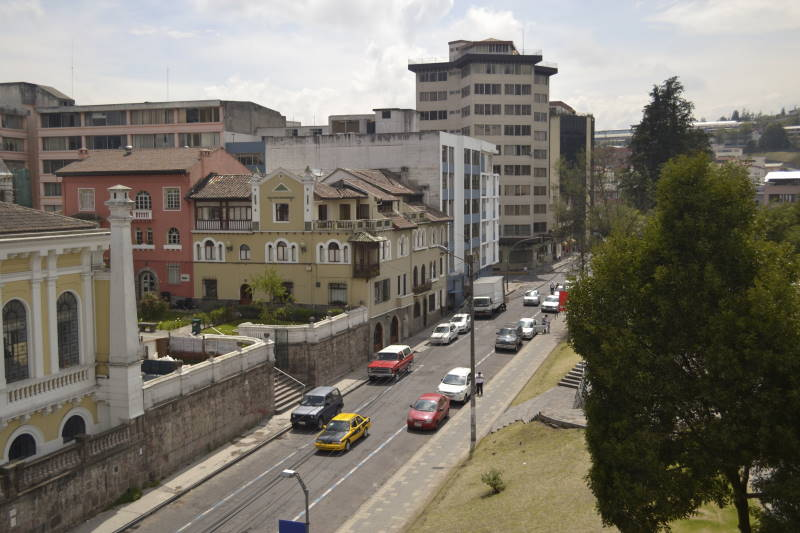
Escalinata que conecta al atrio con la Calle Sodiro, vista desde el Churo de La Alameda.
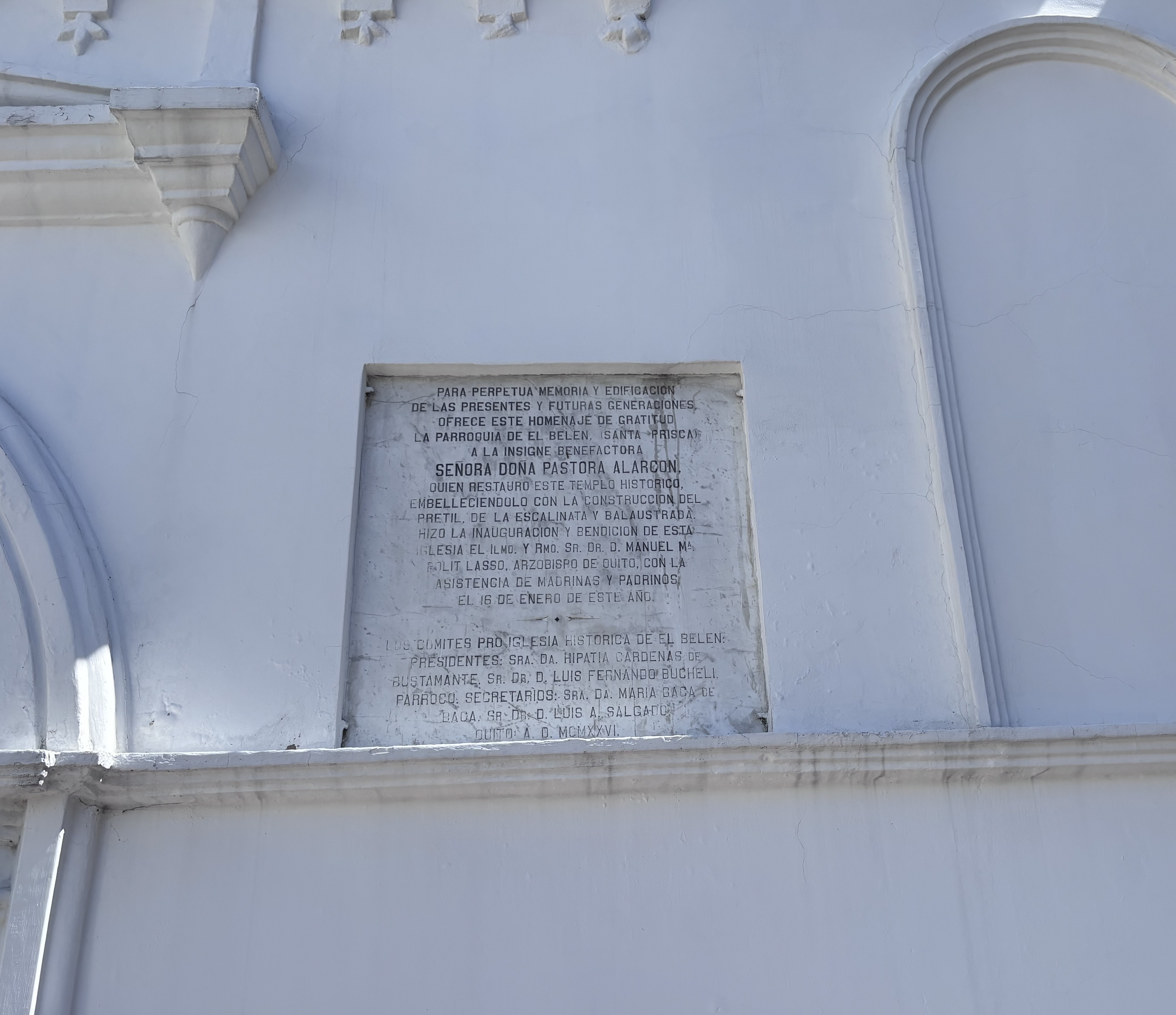
Placa conmemorativa derecha.